# محمد فضلي ساري
محمد فضلي ساري (بالملايوية: Mohd Fadzli Saari)، من مواليد 1 يناير 1983 في ماليزيا، لاعب كرة قدم ماليزي.
بدأ مسيرته الكروية مع نادي ويهين في عام 2002، وفي عام 2003 انتقل إلى نادي باهانغ، ولعب معهم حتى عام 2006، ومنذ عام 2006 وهو يلعب مع نادي سلاغور.
و هو يلعب مع منتخب ماليزيا لكرة القدم.

## روابط خارجية
- محمد فضلي ساري على موقع قاعدة بيانات كرة القدم.إي يو (الإنجليزية)
- محمد فضلي ساري على موقع ناشيونال فوتبول تيمز (الإنجليزية)
- محمد فضلي ساري على موقع Soccerway.com (الإنجليزية)